# Mercator-Teleskop
Das Mercator-Teleskop ist ein 1,2-m-Spiegelteleskop, betrieben von der belgischen Katholieke Universiteit Leuven in Zusammenarbeit mit der Sternwarte der Universität Genf. Benannt ist das Teleskop nach dem berühmten Kartografen des 16. Jahrhunderts Gerhard Mercator.
Es ist Teil des Roque-de-los-Muchachos-Observatoriums auf dem Roque de los Muchachos auf La Palma.
Zusammen mit dem Schweizer Leonhard-Euler-Teleskop war es Teil des Southern Sky Extrasolar Planet Search Programme: Zahlreiche extrasolare Planeten wurden entdeckt.

## Instrumente
Das Teleskop enthält aktuell zwei unterschiedliche Messvorrichtungen.

### MeropeII
MeropeII ist eine CCD-Kamera mit einer Auflösung von 2.000 × 6.000 Pixeln. Der Frame Transfer Detektor war ursprünglich als Sensor für die gestrichene Eddington Space Mission geplant.
MeropeII benutzt die Filter UB1B2BVV1G des Genfer photometrischen Systems (engl. The Geneva photometric system).

### HERMES
Das zweite Instrument am Mercator-Teleskop ist der HERMES Echelle-Spektrograph. Dieser deckt Wellenlängen zwischen 380 nm und 875 nm mit einem spektralen Auflösungsvermögen von {\displaystyle R={\lambda  \over \Delta \lambda }=85000} ab.

### P7
Das P7-Photometer war aktiv von Mai 2001 bis in den Juli 2008. Auch dies maß im Geneva photometric system. Es ermittelte gleichzeitig das Licht eines Sterns und dessen Himmelshintergrunds, sodass dieser in der Verarbeitung abgezogen werden konnte. Das Filterrad tauschte dabei die Filter mit einer Frequenz von 4 Hz aus.

## Weiteres
- Liste der größten optischen Teleskope
- Europäische Nordsternwarte
- Europäische Südsternwarte